# Кревик
Креви́к (фр. Crévic) — коммуна во французском департаменте Мёрт и Мозель региона Лотарингия. Относится к  кантону Люневиль-Нор.	

## География

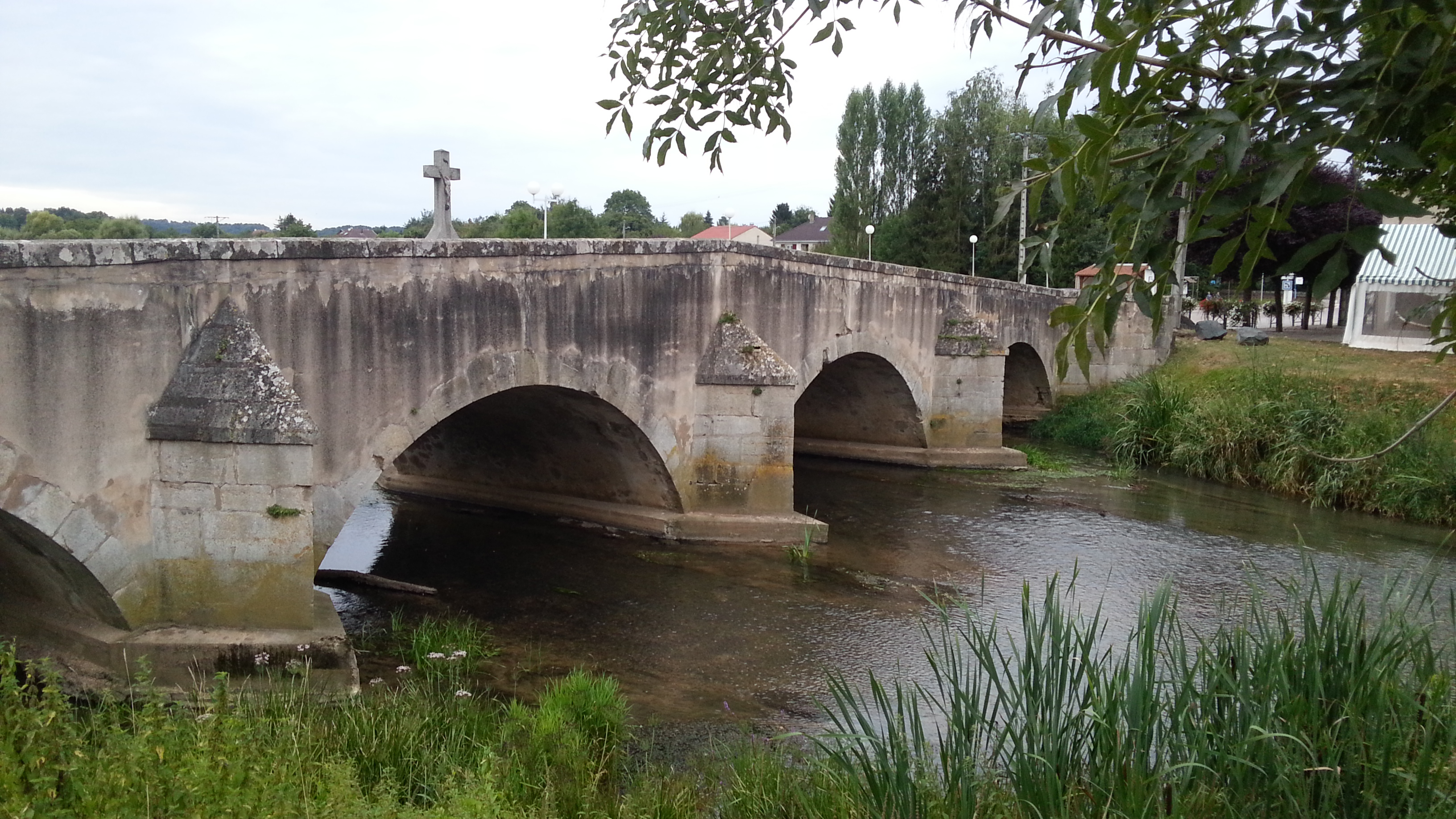
Мост через Санон.

Кревик расположен в 18 км к востоку от Нанси. Соседние коммуны: Желленонкур и Друвиль на севере, Мекс на востоке, Дёвиль на юго-востоке, Фленваль и Антелю на юге, Соммервиллер и Домбаль-сюр-Мёрт на юго-западе, Арокур на северо-западе.
Кревик состоит из трёх отдельных районов: центр коммуны, бывшая деревня Гранвезен (Grandvezin) и район рю Бетананж (la rue Bénatange), или Руж-Терр (« les Rouges-Terres »). Стоит на реке Санон, притоке Мёрта. Исток Санон расположен в 4 км к востоку от Домбаль-сюр-Мёрт. Кревик пересекает канал Марна — Рейн, причём район вокруг рю Бетананж был построен при сооружении шлюза № 20.

## История
- Во время Первой мировой войны 24-26 августа 1914 года в окрестностях Кревика, в частности в лесу Кревик к северу от коммуны, произошло сражение под Шармом.

## Демография
Население коммуны на 2010 год составляло 943 человека.
| 1962 | 1968 | 1975 | 1982 | 1990 | 1999 | 2010 |
| ---- | ---- | ---- | ---- | ---- | ---- | ---- |
| 821  | 807  | 728  | 852  | 859  | 917  | 943  |

## Достопримечательности
- Мост через Санон, сооружён в XVII-XVIII веках.
- Шлюз на канале Марна — Рейн.
- Солевые копи и соледобывающее предприятие Мекс, построено в 1881-1884 годах. Производство прекращено в 1966 году.
- Церковь Сен-Дени: придел XV века, неф и башня XVIII века.
- Деревенская часовня Нотр-де-Питье, построена в 1514 году, восстановлена в XIX веке.